# Vågmaskin

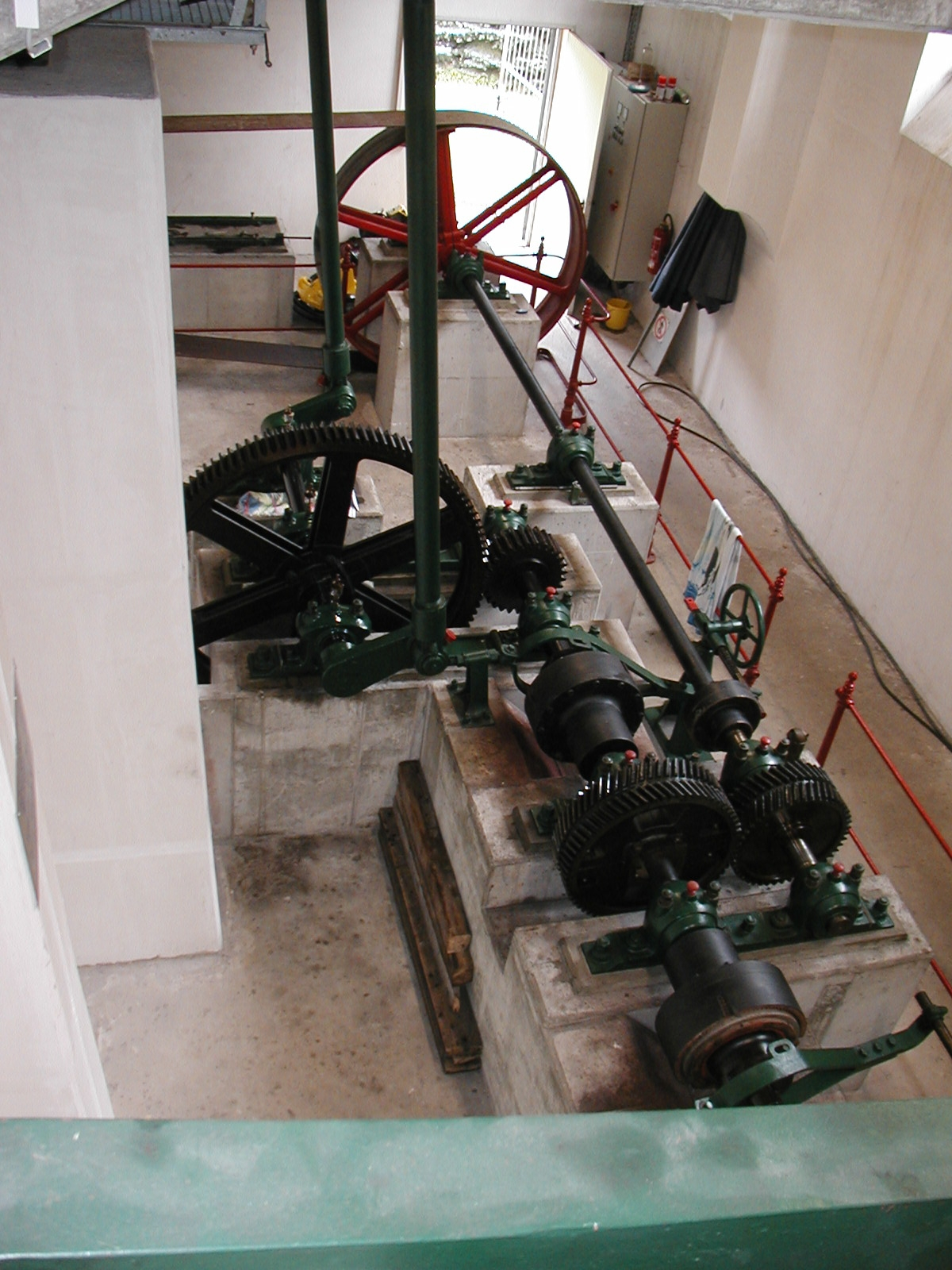
Vågmaskin.

En vågmaskin är en anordning, oftast i äventyrsbad, som används för att få badbasängens vatten i starkare rörelse. Vågmaskinen uppfanns av Friedrich Eduard Bilz 1911.
Vågmaskinerna är igång med förbestämda tidsintervaller. Innan de startas utlöses ljud- och ljussignaler, och befinner man sig i den berörda bassängen skall man då gå upp på bassängkanten, och de som inte vill vara i då får lämna bassängen. Därefter sätts vågmaskinen igång.
Flera olyckor i äventyrsbad har inträffat då vågmaskinen varit igång.